# Johan Tromp
Pour les articles homonymes, voir Tromp.

a Compétitions nationales et continentales officielles uniquement.

b Matchs officiels uniquement.
Dernière mise à jour le 12 juillet 2024.
Johan Tromp, né le 23 décembre 1990 à Windhoek (Namibie), est un joueur de rugby à XV international namibien évoluant au poste d'arrière, d'ailier ou de centre. Il joue avec le club russe du Strela Kazan en Professional Rugby League depuis 2020.

## Carrière

### En club
Johan Tromp, après être passé par le centre de formation de la province sud-africaine des Pumas (Mpumalanga) entre 2010 et 2011, commence sa carrière avec le club amateur du Western Suburbs RC dans le championnat namibien en 2013,. Après avoir remporté le championnat dès sa première saison, il rejoint le Wanderers RC de Windhoek l'année suivante. En 2015, il est retenu avec la province des Namibia Welwitschias qui dispute la Vodacom Cup.
En 2016, il rejoint la province sud-africaine des Eastern Province Kings, qui dispute la Currie Cup et le Rugby Challenge. Il est ensuite retenu dans l'effectif de la franchise des Southern Kings pour la saison 2017 de Super Rugby,. Il joue son premier et unique match de Super Rugby le 18 mars 2017 contre les Sharks.
Il retourne ensuite jouer dans son pays natal avec les Welwitschias à partir de 2017, ainsi que ancien club des Wanderers,. En 2018, il remporte le championnat namibien avec les Wanderers.
En 2020, il rejoint le championnat russe et le club du Strela Kazan.

### En équipe nationale
Johan Tromp représente l'équipe de Namibie des moins de 19 ans lors de la Coupe d'Afrique 2008, que son équipe remporte.
Il joue ensuite avec l'équipe de Namibie des moins de 20 ans en 2009, où il participe au trophée mondial des moins de 20 ans,.
Il obtient sa première cape internationale avec l'équipe de Namibie le 10 novembre 2012 à l’occasion d’un match contre l'équipe du Zimbabwe à Windhoek.
Il fait partie du groupe namibien choisi par Phil Davies pour participer à la Coupe du monde 2015 en Angleterre. Il dispute quatre matchs de cette compétition, contre la Nouvelle-Zélande, les Tonga, la Géorgie et l'Argentine. Il inscrit deux essais au cours de la compétition, le premier contre les Tonga et le second contre l'Argentine.
En 2019, il retenu pour disputer la Coupe du monde au Japon. Il joue trois matchs, contre l'Italie, l'Afrique du Sud et la Nouvelle-Zélande.
En 2022, il est annoncé qu'il met un terme à sa carrière internationale.

## Palmarès

### En club
Néant

### En équipe nationale
- 45 sélections avec la Namibie depuis 2012
- 100 points (20 essais)
- Participation à la Coupe du monde en 2015 (4 matchs, 2 essais) et 2019 (3 matchs).